# Catasetum maculatum
Catasetum maculatum es una especie de orquídea epifita que se distribuye desde México hasta Brasil.

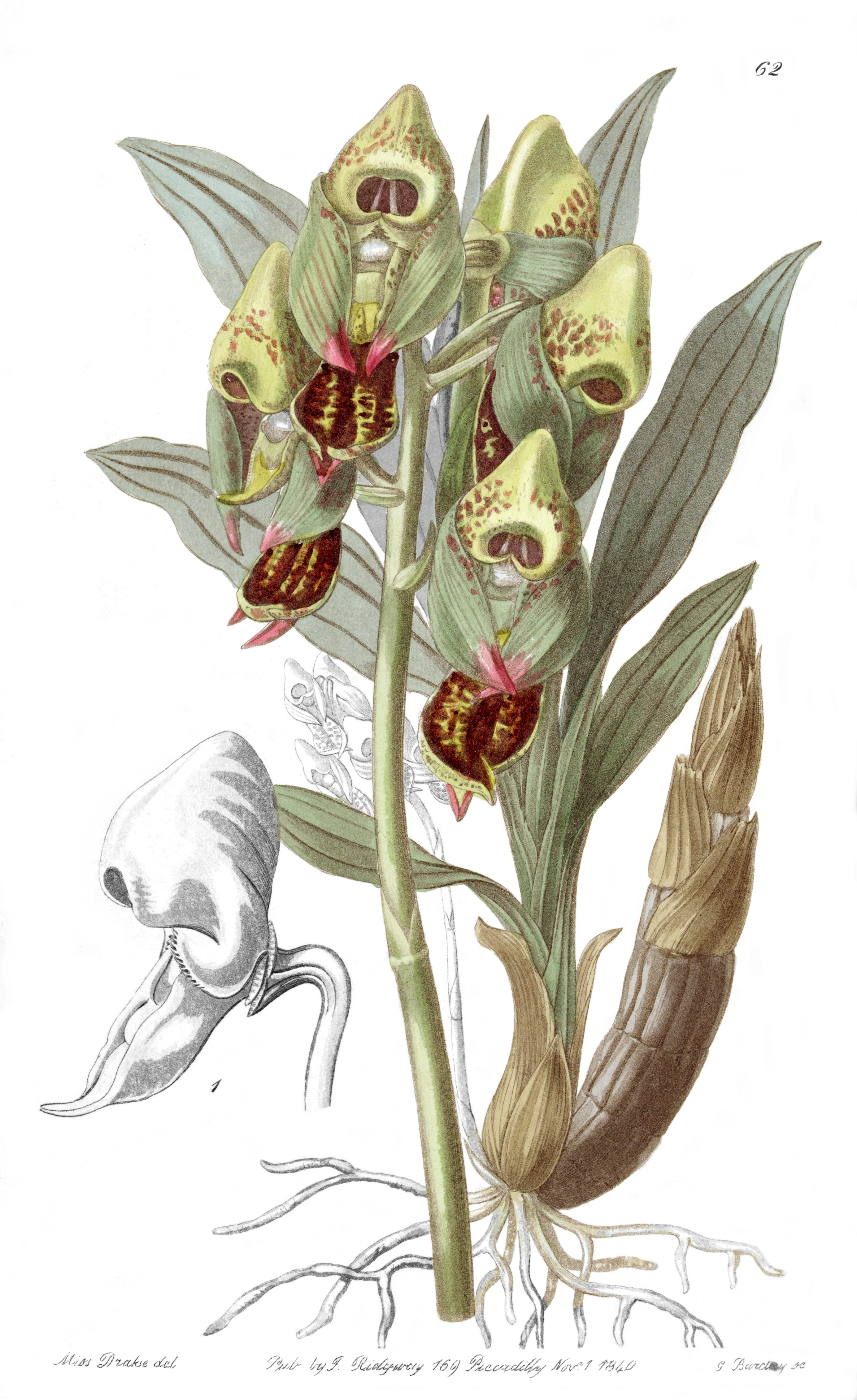
Ilustración de la planta

## Descripción
Es una orquídea de tamaño grande, que prefiere el clima cálido, de hábito epífita con pseudobulbos de forma cónica-fusiforme, con muchos nodos envueltos por varias vainas que llevan de 3 a 5 hojas, oblanceoladas, suberectas y agudas. La inflorescencia tiene de 4 a 12 flores fragantes y carnosas, es arqueada a suberecta, de 60 cm de largo y que deriva de un pseudobulbo maduro, la floración se produce en el verano y el otoño.

## Distribución y hábitat
Se encuentra en México, Costa Rica, Nicaragua y Panamá, Colombia, Ecuador, Venezuela y Brasil y se producen desde el nivel del mar hasta los 1000 metros, en las tierras bajas costeras y siempre cerca de cursos de agua.

## Cultivo
Esta planta requiere de abundante agua, luz y calor, mientras se encuentra en la etapa de crecimiento, y sólo necesita un pequeño descanso.

## Taxonomía
Catasetum maculatum fue descrito por Carl Sigismund Kunth y publicado en Synopsis Plantarum 1: 331. 1822.
maculatum: epíteto latino que significa "con macula".
Sinonimia
- Catasetum oerstedii Rchb.f. (1855)
- Catasetum rostratum Klinge (1899)
- Catasetum brenesii Schltr. (1923)[4]